# 蒂格雷 (布宜諾斯艾利斯省)

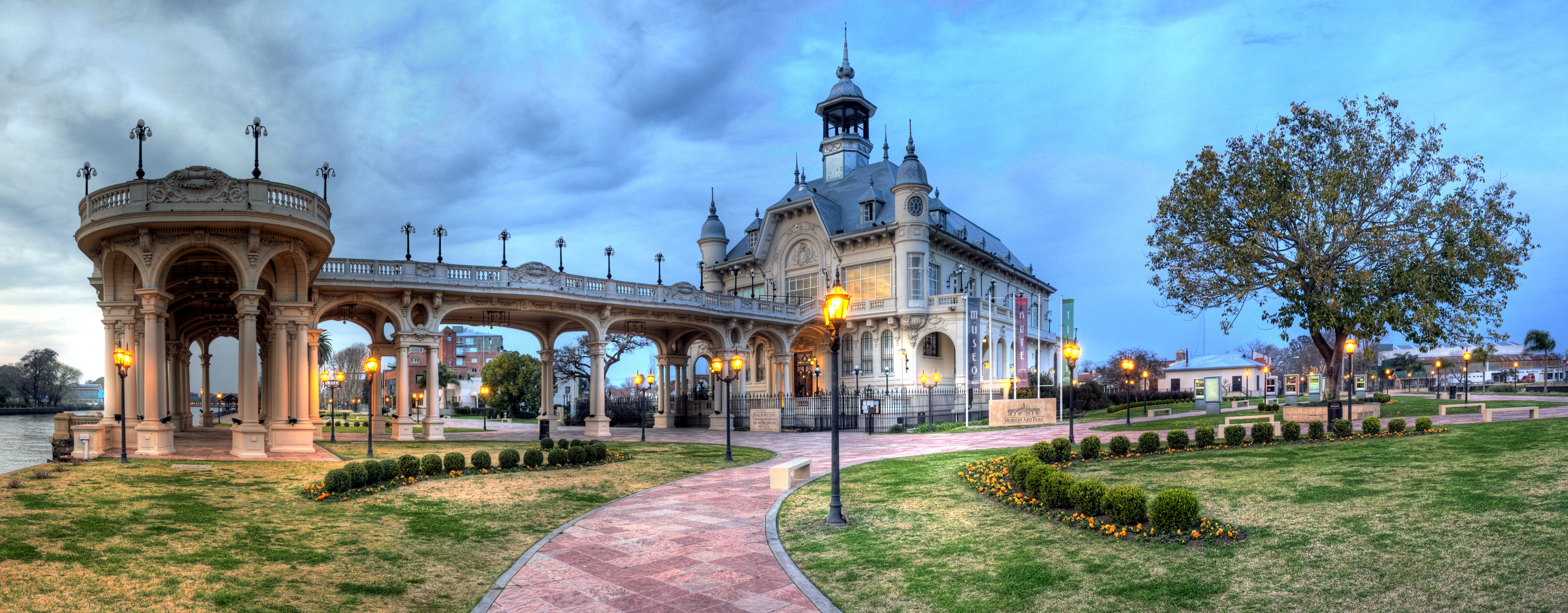

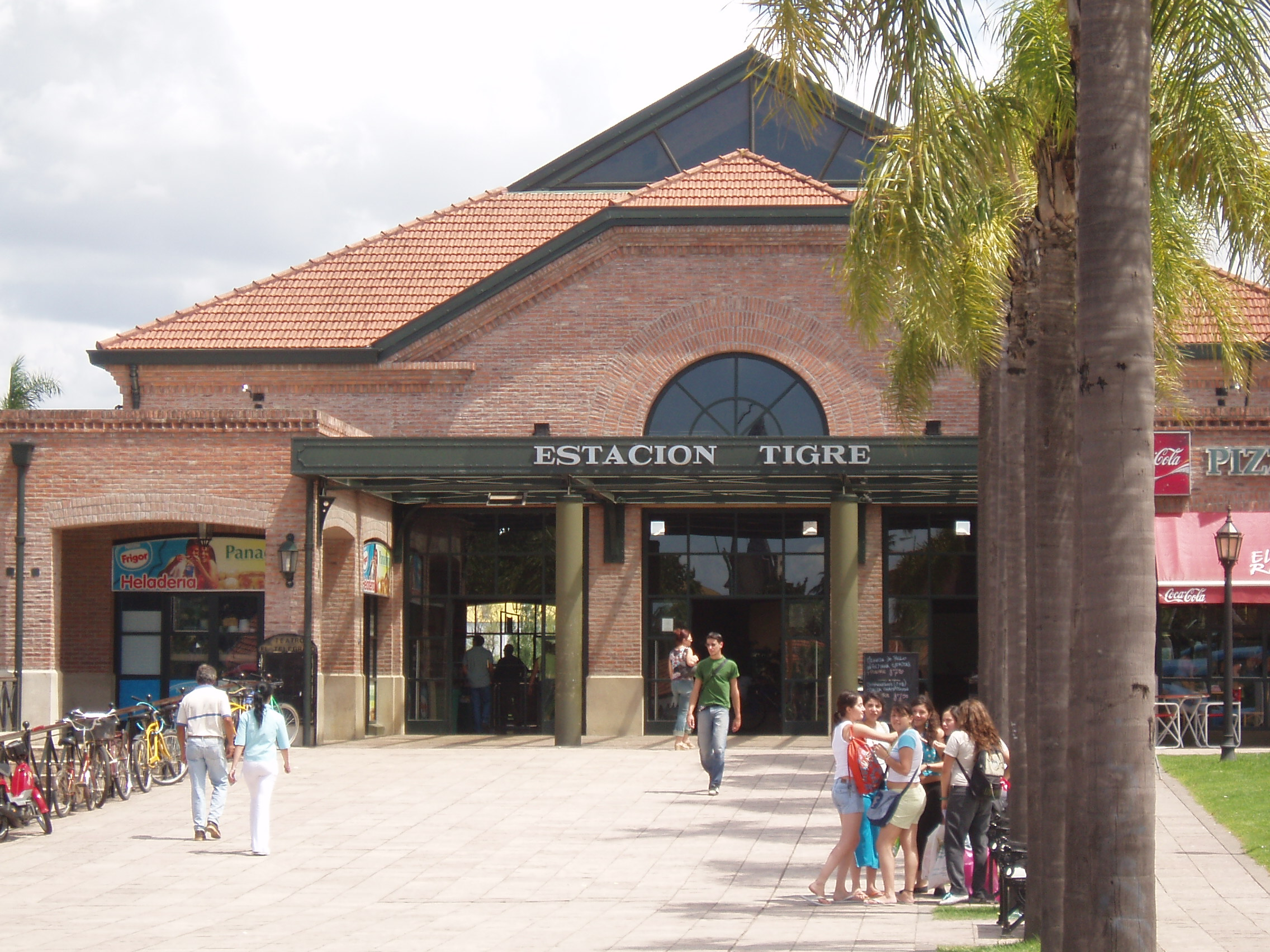

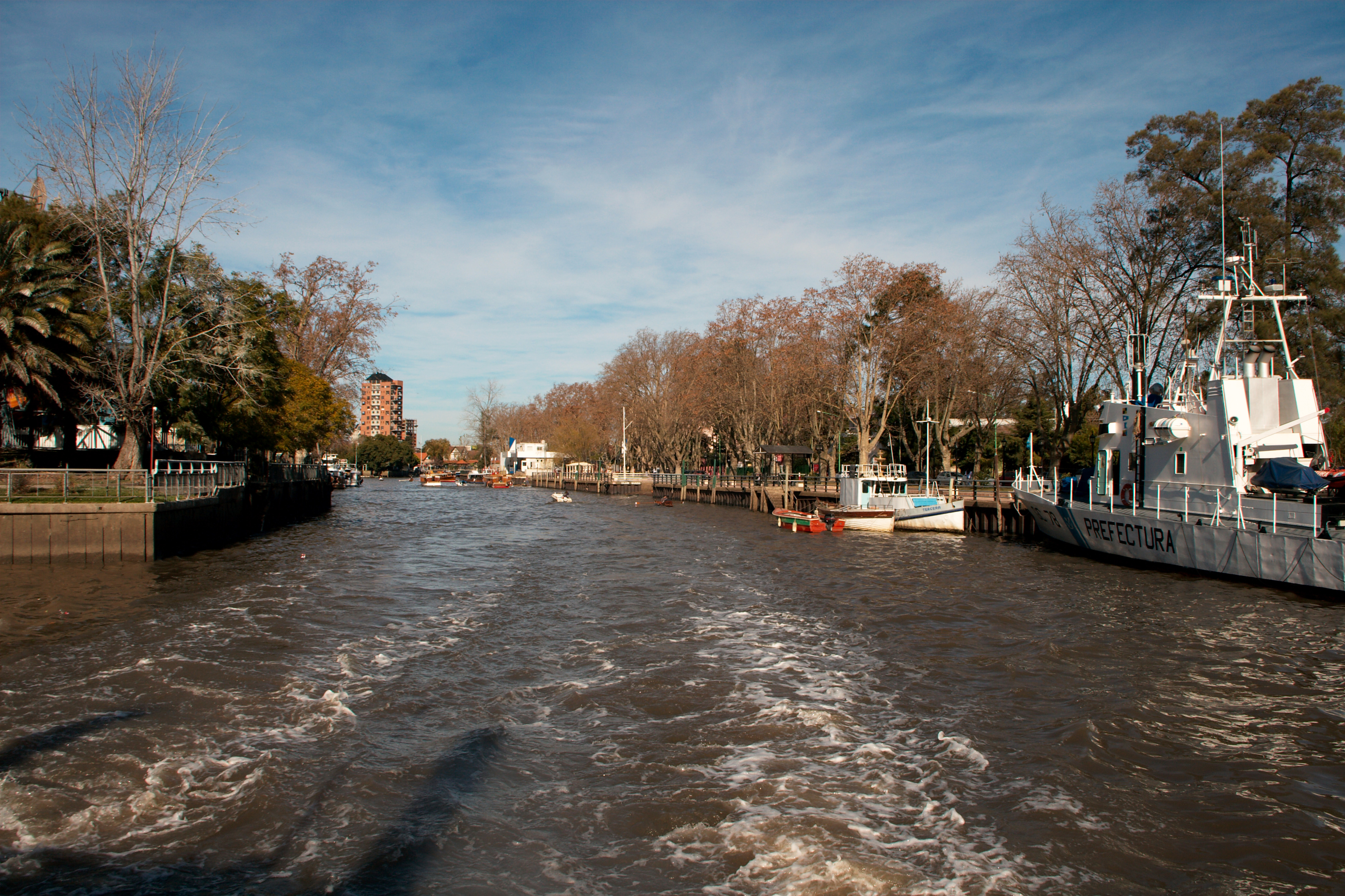

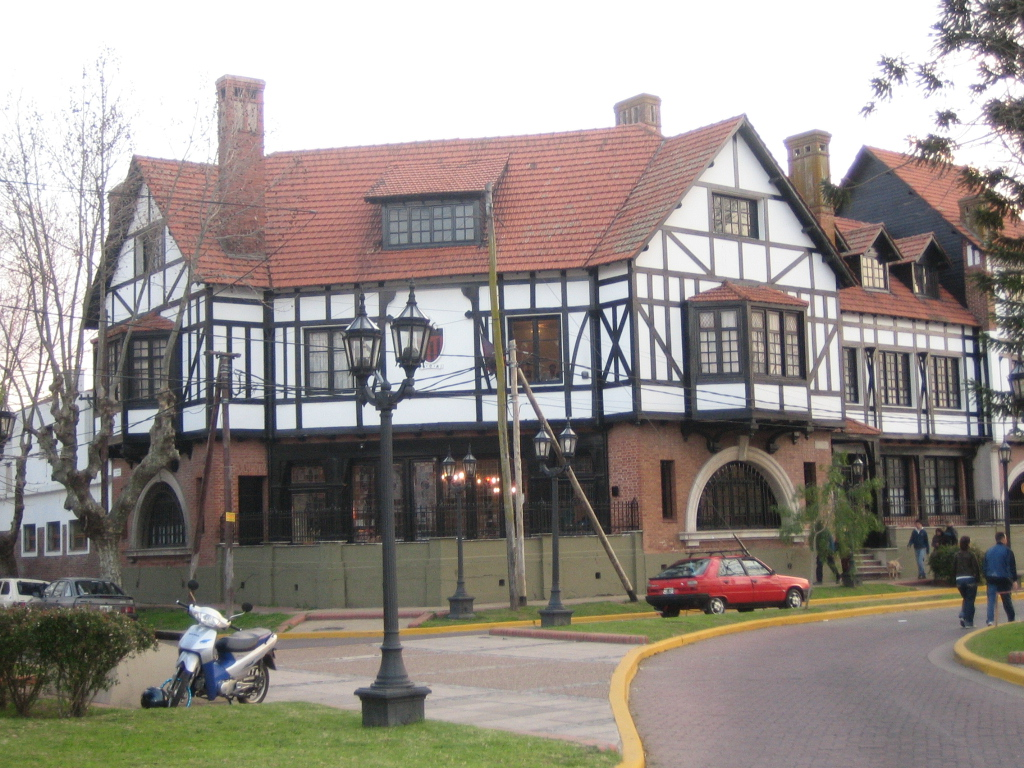

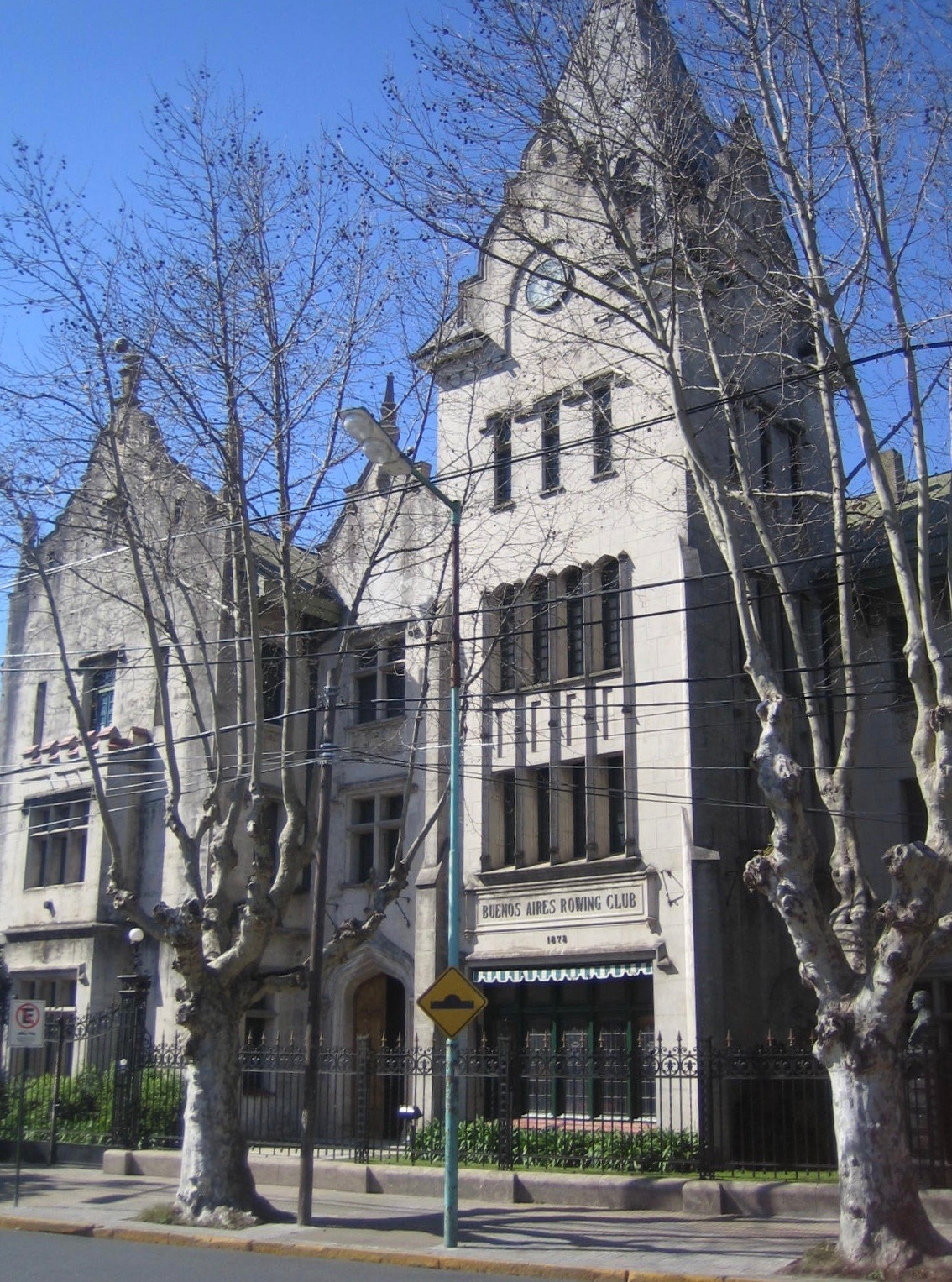

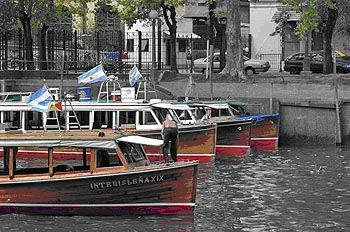

蒂格雷（直译：「虎」，西班牙語發音：[ˈtiɣɾe]）是阿根廷的城鎮，位於該國東北部，距離首府布宜諾斯艾利斯28公里，由布宜諾斯艾利斯省負責管轄，始建於1820年，海拔高度2米，2001年人口31,106。

## 外部連結
- Official Municipality web site （页面存档备份，存于） (Spanish/English)
- Victorica Promenade （页面存档备份，存于） (Spanish)
- A Jaguar's Warning? The Rediscovered Tigre Delta （页面存档备份，存于） (English)